# Empis ollius
Empis ollius är en tvåvingeart som beskrevs av Walker 1849. Empis ollius ingår i släktet Empis och familjen dansflugor. Inga underarter finns listade i Catalogue of Life.